# Pyricularia caricis
Pyricularia caricis är en svampart som beskrevs av G. Arnaud ex Matsush. 1975. Pyricularia caricis ingår i släktet Pyricularia och familjen Magnaporthaceae.   Inga underarter finns listade i Catalogue of Life.